# Keyboard Cat
Keyboard Cat é um meme da internet que ganhou popularidade em 2009.

O meme consiste em mixar algum vídeo que mostra pessoas cometendo erros (geralmente um vídeo viral) com o vídeo de um gato tocando piano, que se chamava Fatso (1978 – 1987 ou 1989) O gato foi filmado em 1984 em frente a um piano elétrico, enquanto um de seus donos segurava seus braços e simulava o animal tocando uma música. O gato vestia uma roupa para esconder as mãos do dono, como se o gato fosse um fantoche tocando o instrumento. 

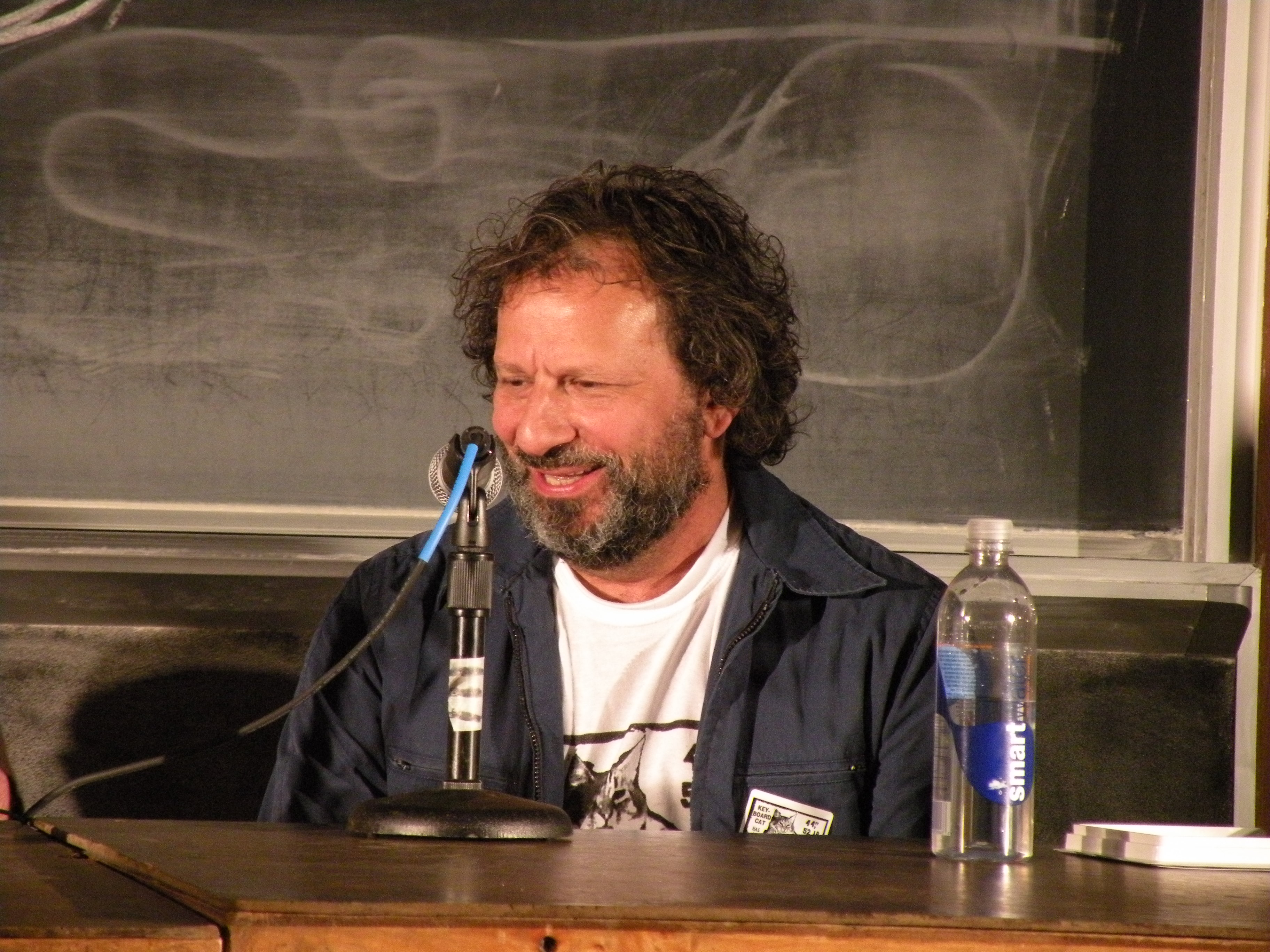
Charlie Schmidt, autor do vídeo

Bento (4 de novembro de 2009 – 8 de março de 2018), outro gato de Charlie Schmidt, dono de Fatso, tornou-se o Keyboard Cat desde a morte de Fatso, participando de diversas propagandas. Morreu de câncer em março de 2018.
Skinny (2019 – presente)
Skinny é outro gato de Charlie Schmidt, ele tornou-se em Keyboard Cat, e está vivo até o presente.
O início do meme foi um vídeo mixado pelo novaiorquino Brad O'Farrell, de 22 anos, em que juntou a cena desastrosa de um rapaz de cadeira-de-rodas caindo de uma escada rolante com o vídeo de Fatso tocando a música característica no final. A partir de então, vários outros vídeos foram mixados por usuários do YouTube, alguns deles com variações de edição.
A edição do vídeo é semelhante ao que ocorre em programas de TV onde um tecladista toca uma música curta após uma apresentação, por isso o meme ficou conhecido como Play him off, Keyboard Cat.